# إيغور سيلفا
إيغور سيلفا (21 أغسطس 1996 بريو دي جانيرو في البرازيل - ) هو لاعب كرة قدم برازيلي في مركز الدفاع.

## وصلات خارجية
- إيغور سيلفا على موقع قاعدة بيانات كرة القدم.إي يو (الإنجليزية)
- إيغور سيلفا على موقع ليكيب (الفرنسية)
- إيغور سيلفا على موقع Soccerway.com (الإنجليزية)